# Килгур, Дэвид
Дэ́вид Уи́льям Килгу́р (англ. David William Kilgour; 18 февраля 1941, Виннипег — 5 апреля 2022, Оттава) — канадский политик, адвокат (барристер и солиситор) и писатель.
В 1979—2006 годах — депутат Палаты общин Парламента Канады. С июня 1997 по январь 2002 годах — статс-секретарь по делам Латинской Америки и Африки, с января 2002 по декабрь 2003 годах — статс-секретарь по делам Азиатско-Тихоокеанского региона.
Один из авторов (наряду с Дэвидом Мэйтасом) «отчёта Килгура — Мэйтаса» о проверке утверждений об извлечении внутренних органов у последователей Фалуньгун в Китае, написанном в 2006 году по заказу аффилированной с Фалуньгун «Коалицией по расследованию преследований в отношении Фалуньгун в Китае». Автор отчёта (совместно с Дэвидом Мэйтасом и Итаном Гутманом) «Кровавый урожай/бойня: дополнение» («Отчёт Килгура — Мэйтаса — Гутмана»), представляющего собой расширенную редакцию серии «отчётов Килгура — Мэйтаса», написанных в поддержку этой версии.
Совместно с Мэйтасом и Итаном Гутманом являлся учредителем Международной коалиции за прекращение насильственного изъятия органов в Китае (англ. The International Coalition to End Organ Pillaging in China).

## Биография
Родился 18 февраля 1941 года, Виннипеге.
Учился в Сент-Джонс-Рейвенскортской школе. После окончания школы работал на ранчо A7 Ranche, расположенном в предгорьях на юго-западной провинции Альберта. Был проводником-следопытом в национальном парке Банф, копирайтером в газете Winnipeg Free Press и рабочим-учителем Фронтир-колледжа.
В 1962 году получил бакалавра экономики в Манитобском университете и в 1966 году бакалавра права в Торонтском университете. Во время учёбы в университете был членом студенческой боксёрской команды, а также занимался хоккеем, футболом, катанием на лыжах и бегом трусцой.
Занимался адвокатской практикой в провинциях Альберта, Британская Колумбия и Манитоба. Работал в юридической фирме Ванкувера, а затем в 1967—1968 годах был помощником прокурора города.
В 1968 году перешёл на работу в Министерство юстиции Канады на должность старшего юрисконсульта, а в 1971—1972 годах — королевский поверенный по уголовным делам судебного округа Дофина.
В 1969—1970 годах учился в докторантуре Парижского университета со специализацией по конституционному праву.
В 1972—1979 годах — старший агент генерального атторнея провинции Альберта.
В 2000 году получил доктора права в Торонтском университете.
Является членом Пресвитерианской церкви Канады.

## Политическая деятельность
В 1968 году впервые выставил свою кандидатуру на парламентских выборах от Прогрессивно-консервативной партии Канады по избирательному округу Центрального Ванкувера, но проиграл Рону Басфорду.
В 1979 году снова принял участие в парламентских выборах, выставив свою кандидатуру от Прогрессивно-консервативной партии Канады по избирательному округу Эдмонтон Стракона, и впервые был избран депутатом Палаты общин. Переизбирался по тому же избирательному округу от Прогрессивно-консервативной партии Канады на парламентских выборах 1980 года, 1984 года и 1988 года.
В 1979 году был парламентским секретарём лидера правящей партии в Палате общин, затем в 1984 году министра иностранных дел, в 1985 году министра по делам индейцев и развитию северных территорий, в 1986 году министра транспорта.
25 октября 1990 года был исключён из Прогрессивно-консервативной партии Канады вместе с Патриком Ноуланом и Алексом Кинди из-за нежелания поддержать налог на товары и услуги и до 30 января 1991 года был независимым депутатом.
Затем переизбирался от Либеральной партии Канады по избирательному округу Юго-восточного Эдмонтона на парламентских выборах 1993 года, 1997, 2000 года, по избирательному округу Эдмонтон — Мил Вудс — Беамонт на парламентских выборах 2004 года.
В 1990—1994 годах — председатель, с 1994 года — почётный председатель канадской секции Международного комитета за свободный Вьетнам (англ. International Committee for a Free Vietnam).
В 1994—1997 годах — вице-спикер и председатель заседаний парламента на правах комитета для обсуждения законопроекта.
Затем дважды занимал должность статс-секретаря: с 11 июня 1997 по 14 января 2002 года — статс-секретаря по делам Латинской Америки и Африки и с 15 января 2002 по 11 декабря 2003 годах — статс-секретаря по делам Азиатско-Тихоокеанского региона.
12 апреля 2005 года вышел из Либеральной партии Канады из-за Спонсоргейта. Проиграв парламентские выборы 2006 года до января 2006 года оставался независимым депутатом Палаты общин.
До января 2006 года — председатель межпарламентской группы дружбы Канада-АСЕАН и председатель канадской части неправительственной организации «Парламентарии за глобальные действия», сопредседатель Парламентских друзей Тибета и сопредседатель Всепартийного и многоконфессионального комитета по религиозно-культурному согласию.

## Сотрудничество с Фалуньгун
В мае 2006 года Коалиция по расследованию преследований в отношении Фалуньгун в Китае обратилась к Килгуру и старшему юрисконсульту Бней-Брит Канады, адвокату Дэвиду Мэйтасу с просьбой проверить утверждения об извлечении внутренних органов у последователей Фалуньгун в Китае, что нашло отражение в отчёте Килгура — Мэйтаса. Отчёт запрещён в России и Китае. В 2009 году авторы опубликовали обновлённую версию отчёта в виде книги под названием «Кровавая жатва, убийство последователей Фалуньгун ради их органов». В России перевод отчёта в виде брошюры «Отчёт о проверке утверждений об извлечении органов у последователей Фалуньгун в Китае» решением Первомайского суда Краснодара в 2011 году был признан экстремистским и внесён в Федеральный список экстремистских материалов. В 2016 году совместно с Мэйтасом и Итаном Гутманом выпустил обновлённый отчёт под названием «Кровавый урожай/бойня: дополнение» («Отчёт Килгура — Мэйтаса — Гутмана»).
В 2012 году под редакцией Дэвида Мэйтаса и директора организации «Врачи против насильственного извлечения органов» (англ. Doctors Against Forced Organ Harvesting) Торстена Трейя была опубликована книга «Государственные органы: насильственная трансплантация органов в Китае», в написании которой помимо них приняли участие профессор и заведующий отделением медицинской этики Лангоунского медицинского центра Нью-Йоркского университета Артур Каплан; член Консультативного совета организации «Врачи против насильственного извлечения органов», старший консультант и руководитель отделения нефрологии больницы Куала-Лумпура, председатель Национального почечного реестра, руководитель нефрологической службы Министерства здравоохранения Малайзии Газали Ахмад; писатель Итан Гутман; пресс-секретарь Информационного центра Фалунь да фа Эрпин Чжан; Дэвид Килгур и педагог из Ванкувера Ян Харви; член Консультативного совета организации «Врачи против насильственного извлечения органов», президент Израильского общества трансплантации, профессор саклеровского медицинского факультета Тель-Авивского университета Джейкоб (Яков) Лави; руководитель программы пересадок почек и поджелудочной железы Службы почечной трансплантологии Медицинской школы Дэвида Геффена Калифорнийского университета в Лос-Анджелесе Габриэль Данович; член Консультативного совета организации «Врачи против насильственного извлечения органов», заведующая кафедрой физической культуры и спорта имени Джона Саттона факультета медицинских наук и профессор Сиднейской медицинской школы Сиднейского университета Мария Фиатарон Сингх.
В 2012 году принял участие в качестве интервьюируемого в документальном фильме «Свободный Китай: Мужество верить», снятом связанной с Фалуньгун телекомпанией New Tang Dynasty Television.

## Семья
- Супруга — Лаура Скотт. В браке с 1974 года, родилось четверо детей[6].
- Сестра — Гайлз Тёрнер[англ.], жена Джона Тёрнера.
- Зять — Джон Тёрнер, канадский государственный и политический деятель.

## Награды
- Особая премия от Совета провинции Альберта Конгресса украинцев Канады;[6]
- Премия Масарика от Чехословацкой ассоциации Канады;[6]
- Премия за защиту прав человек от Бней-Брит Канады[англ.];[6]
- Премия катипумана от Совета филиппинских ассоциаций Эдмонтона;[6]
- Премия за выдающее служение от Сикхов Эдмонтона;[6]
- Премия Community Religious Liberty от адвентистской Международной ассоциации религиозной свободы[англ.], адвентистского журнала Liberty[англ.] и Церкви адвентистов седьмого дня;[6]

## Сочинения

### Книги и главы
- Kilgour D. Uneasy Patriots: Western Canadians in Confederation. Edmonton : Lone Pine Pub, 1988. 271 p.
- Kilgour D. Inside outer Canada. Edmonton : Lone Pine Publishing, 1990. 255 p.
- Kilgour D. Parliament, parties and regionalism. // Public attitudes about Parliament; Parliament, parties and regionalism. Ottawa : Canadian Study of Parliament Group, 1991. 12 p.
- Kilgour D. Le Parlement, les partis et le régionalisme. // L’opinion publique face au Parlement ; Le Parlement, les partis et le régionalisme. Ottawa : Groupe canadien d'étude des questions parlementaires, 1991. 12 p.
- Kilgour D. Betrayal: The Spy Canada Abandoned. Scarborough: Prentice Hall Canada; 1994. 254 p.
- Kilgour D. Quebec nationalism, western alienation and national reconciliation. Plattsburgh : Center for the Study of Canada, State University of New York, 1996. 7 leaves.
- Cranfield C. E. B., Kilgour D., Montgomery J. W.[англ.] Christians in the public square: law, gospel & public policy [essays]. Edmonton : Canadian Institute for Law, Theology and Public Policy, 1996. 348 p.
- Kilgour D. Rwanda : une nation assiégée. // Tousignant, Guy. La mission au Rwanda : entretiens avec le général Guy Tousignant / François Bugingo. Montréal : Liber, 1997. p. 225-43
- Kilgour D. Half a century of human rights. // Peace, Justice, and Freedom: Human Rights Challenges for the New Millenium. Edmonton : The University of Alberta Press[англ.], 2000. p. 27-29
- Kilgour D. Alberta: wild rose country. A land of shining mountains. Love at first sight!176. // Canada / [editor, Elizabeth McIninch; photo editor, Malak Karsh]. [Ottawa] : Carol Canada; [2002?]. p. 169—174
- Kilgour D., Millar S., O’Neill J. Strength under siege: Canadian civil society post-September 11. // Canada and September 11th: impact and responses / eds. Karim-Aly Kassam, George Melnyk and Lynne Perras. Calgary : Detselig Enterprises; 2002. p. 151-61
- Kilgour D., Jones D. T. Alternatives North Americas: Canada and the United States. Edmonton: The University of Alberta Press[англ.], 2006. 352 p.
- Kilgour D., Kirsner J., McConnell K. Discipline versus democracy: party discipline in Canadian politics.
  - // Crosscurrents 1: contemporary political issues / eds. Mark Charlton and Paul Barker. Scarborough, Ont. : Nelson Canada; c1991. p. 202-04
  - // Crosscurrents: contemporary political issues / eds. Mark Charlton and Paul Barker. 2nd ed. Scarborough, Ont. : Nelson Canada; 1994. p. 194—200
  - // Crosscurrents: contemporary political issues / eds. Mark Charlton and Paul Barker. 3rd ed. Toronto : ITP Nelson; 1998. p. 280-85
  - // Crosscurrents: contemporary political issues / eds. Mark Charlton and Paul Barker. 4th ed. Toronto : Thomson Nelson ; 2002. p. 223-28
  - // Crosscurrents: contemporary political issues / eds. Mark Charlton and Paul Barker. 5th ed. Scarborough, Ont. : Thomson Nelson; 2005. p. 235-45
  - // Crosscurrents: Contemporary political issues / eds. Mark Charlton and Paul Barker. 6th ed. Toronto : Nelson Education Ltd.; c2009. p. 219-24
- Kilgour D., Reid S., Silva M. Inquiry Testimonials // Tackling Hate: Combating Antisemitism: the Ottawa Protocal. Oakville, Ontario : Mosaic Press; 2014. p. 153-58

### Статьи
- Kilgour D. NGOs and development assistance [Non-governmental Organizations]. // CUSO Forum. 2:18-19 May 1984.
- Kilgour D. Canada and Latin America: a developing interest. // International Perspectives. p. 19-21 January/February1986.
- Kilgour D. Internationalizing rights. // Policy Options = Options politiques. 7:6 Dec. 1986.
- Kilgour D. Narrowing the gap. // Policy Options = Options politiques. 7:7 Jan./Feb. 1986.
- Kilgour D. Democratizing our democracy: reforms are needed in our institutions so that all Canadians in all regions feel themselves to be full and …. // Policy Options = Options politiques. 8 (4):22 May 1987.
- Kilgour D. Why REAL Women deserved no money. // Western Report. 2:56 Feb. 9, 1987.
- Kilgour D. How to diversify the West (Western Diversification Strategy). // Policy Options = Options politiques. 8:12 Nov. 1987.
- Kilgour D. Party discipline and Canadian democracy. // Canadian Parliamentary Review[англ.]. 11:10 Fall 1988.
- Kilgour D. The Beaver River win requires a PC response. // Western Report[англ.]. 4:13 May 1,1989.
- Kilgour D. Beaver River win requires a PC response. // Alberta Report[англ.]. 16:13 May 1, 1989.
- Kilgour D. Call off the party: the discipline imposed by political parties in Canada may be the most rigid in the democratic world. // Policy Options = Options politiques. 10:36 Mar. 1989.
- Kilgour D. They aren’t making any more land. // Policy Options = Options politiques. 11:32 June 1990.
- Kilgour D. No small affair (budget leak story). // Ryerson Review of Journalism. p. 8 Spring 1990.
- Kilgour D. The outer Canadians. // Policy Options = Options politiques. 11:27 Apr. 1990.
- Kilgour D. Saving the forests of western Canada. // Policy Options = Options politiques. 11:34 Dec. 1990.
- Kilgour D. Canadian Education for the 21st Century. // Canadian Social Studies. 26 (1):5-6 Fall 1991.
- Kilgour D. Ending regional favoritism. // Policy Options = Options politiques. 12 (9) :3 Nov. 1991.
- Kilgour D. We need a constitutional convention. // Policy Options = Options politiques. 12 8 Jan./Feb. 1991.
- Kilgour D. Western Canadians and the Mulroney Constitutional Proposal. // Canadian Social Studies. 26 (2):57-59 Winter 1991.
- Kilgour D. Whither Canada? Regional interests of outer Canadians have been ignored for too long by inner Canadians. // Parliamentary Government. 10:6 1991.
- Kilgour D. Whither 1992?. // Canadian Social Studies. 26 (3):96 Spring 1992.
- Kilgour D., Cooper B. Should federal government assets be moved out of Quebec pending the outcome of a Quebec sovereignty referendum?. // Western Report[англ.]. 7 (18):36 June 1, 1992.
- Kilgour D. We need a new Marshall plan. // Policy Options = Options politiques. 13:10 Apr. 1992.
- Kilgour D. Inner and outer Canadians: ending regional injustice. // New Federation. 3:7 Jan./Feb. 1992.
- Kilgour D. The perils of executive democracy. // Policy Options = Options politiques. 13:3 June 1992.
- Kilgour D. National and International Views. // Canadian Social Studies. 27(1):8-9 Fall 1992.
- Kilgour D. Ending violence against women. // Canadian Social Studies. 26 (4):142-43 Summer 1992.
- Kilgour D. Ending gender inequality. // New Federation. 3:18 July/Aug. 1992.
- Kilgour D. The freedom to promote hate: what we learned from Jim Keegstra and Malcolm Ross. Raymaker, Derek and David Kilgour // University of New Brunswick Law Journal. 4:327-32 1992.
- Kilgour D. A Westerner’s Thoughts on the Referendum Results. // Canadian Social Studies. 27 (2):49-50 Winter 1993.
- Kilgour D. Believers and politics: Canadian churches must walk the fine line between social activism and partisan politics. // Presbyterian Record[англ.],. 117:20-1 Oct. 1993.
- Kilgour D. Cuts in foreign aid: a policy heading backwards. Kilgour, David and Brigitte Audet // Diplomat & International Canada. pp. 32–3 May/June 1993.
- Kilgour D. Toward a world in balance: Canada and the Third World. // Policy Options = Options politiques. 14:35-7 June 1993.
- Kilgour D. Mounting carnage in Rwanda. // Diplomat & International Canada. pp. 19–20 June/July 1994.
- Kilgour D. Conversations with eight post-communist democracies. Kilgour, David, Elizabeth Kwasniewski and Cecil Cross // Canadian Parliamentary Review[англ.]. 17:19-21 Fall 1994.
- Kilgour D. Whither Racism. // Canadian Social Studies. 29 (1):6-7 Fall 1994.
- Kilgour D. Huit nouvelles démocraties s’expriment. Kilgour, David, Elizabeth Kwasniewski et Cecil Cross // Revue parlementaire canadienne. 17 (3):19-21 automne 1994.
- Kilgour D. Education beyond stereotypes. Kilgour, David and Ewa Bultrowicz // Canadian Social Studies. 29 (3):91 Spring 1995.
- Kilgour D. Bosnia: the burning point of Europe. // Diplomat & International Canada. pp. 14–15 July/Aug. 1995.
- Kilgour D. Dope vs. people. // Canadian Social Studies. 29:52 Winter 1995.
- Kilgour D. Equal access: integration of persons with disabilities. // Canadian Social Studies Magazine. 29(4) Summer 1995.
- Kilgour D. Canada in the 21st century: triumph or tragedy. // Canadian Social Studies. 31 (1):2-4 Fall 1996.
- Kilgour D. Jobs wanted. // Jobs wanted. 16:19 July 1, 1996.
- Kilgour D. Whither educational thinking?. // Canadian Social Studies. 30 (2):59-60 Winter 1996.
- Kilgour D. Whither family life?. // Canadian Social Studies. 30 (3):110-11 Spring 1996.
- Kilgour D. Joint responsibility: human rights across the Commonwealth. // Parliamentarian. 77 (2):120-4 Apr. 1996.
- Kilgour D. The West and National Unity. // Canadian Social Studies. 30 (4):158 Summer 1996.
- Kilgour D. Exploring options: Assembly '96. // Canadian Social Studies. 31 (4):167-8 Summer 1997.
- Kilgour D. Assessing some forks in the road. // Canadian Social Studies. 31 (3):20-2 Spring 1997.
- Kilgour D. How Will We Crack the Ice and Smack the Chronic, Sugar and Coke? The Control of Illicit Drugs in Canada?. // Canadian Social Studies. 31 (2):64-65 Winter 1997.
- Kilgour D. Teaching democracy. // Canadian Social Studies. 32 (1):7-8 Fall 1997.
- Kilgour D. Canada and the world. // Canadian Social Studies. 32 (4):112 Summer 1998.
- Kilgour D. Grant MacEwan—Western Canada’s ongoing legend. // Canadian Social Studies. 32 (2):37-8 Winter 1998.
- Kilgour D. Canada’s Changing Geography of Jobs and Trade. // Canadian Social Studies. 32 (3):75 spring 1998.
- Kilgour D. Religion in statecraft. // Canadian Social Studies. 33:5 Fall 1998.
- Kilgour D. Tending the garden of democracy. // Canadian Social Studies. 33 : 38-9 Winter 1999.
- Kilgour D. Canadians and foreign policy. // Canadian Social Studies. 33:73 Spring 1999.
- Kilgour D. Illicit drugs: enforcement and health approaches complementary. // Edmonton Bar Association Bulletin. 3 (3): (4 pgs.) Summer 1999.
- Kilgour D. Canada values CARICOM partners. // Share. 22:8 Jan. 27, 2000.
- Kilgour D. Discipleship: living for Jesus in the world. // Presbyterian Record[англ.]. 124:14-18 May 2000.
- Kilgour D. The UN and the challenge of human security. // McGill International Review[англ.]. 1:21-3 Winter 2000.
- Kilgour D. International Day of Disabled Persons: celebrating strength and Vitality. // Abilities. p. 35 Winter 2002.
- Kilgour D. From tolerance to understanding: strengthening Canada’s relations with Muslim communities in Asia-Pacific. // Peace Research. 35:99 (9) Nov. 2003.
- Kilgour D., Matas D. Kilgour and Matas Respond to Chinese Government // The Epoch Times, 08.07.2006
- Kilgour D. Gao Zhisheng: ‘Conscience of China’ // The Epoch Times, 08.05.2010
- Kilgour D. Combating Organ Transplant Tourism // The Epoch Times, 23.10.2010
- Kilgour D. Engaging Beijing With Universal Values // The Epoch Times, 22.01.2012
- Kilgour D. The UN’s Responsibility to Protect // The Epoch Times, 02.10.2012
- Kilgour D. Engaging Beijing on Organ Pillaging // The Epoch Times, 06.11.2012
- Kilgour D. Canada-China Relations: Trade, Investment, and Human Rights // The Epoch Times, 15.02.2013
- Kilgour D. Ending a Crime Against Humanity in China // The Epoch Times, 04.04.2013
- Kilgour D. Ending Organ Pillaging in China // The Epoch Times, 10.07.2013
- Kilgour D. Holding Beijing to Universal Values // The Epoch Times, 01.08.2013
- Kilgour D. Freedom’s Hope and Peril in Hong Kong // The Epoch Times, 04.08.2013
- Kilgour D. Beijing Commits Only to ‘Reduce Dependency’ on Organ Pillaging // The Epoch Times, 22.08.2013
- Kilgour D. Discussing Prospects for Democracy in China // The Epoch Times, 24.10.2013
- Kilgour D. Ending Organ Pillaging in China: Remarks to Members of the UK Parliament // The Epoch Times, 17.11.2013
- Kilgour D. Misgovernance, Predatory Economy, and Organ Trafficking in China // The Epoch Times, 28.11.2013
- Kilgour D. Persecution of Faith in China // The Epoch Times, 21.12.2013
- Kilgour D. Canada’s Economy: Time to Resurrect the Manufacturing Sector to Spur New Growth // The Epoch Times, 05.02.2014
- Kilgour D. Holocaust Lessons for Today // The Epoch Times, 09.02.2014
- Kilgour D. Uprising in Ukraine: Western Nations Must Heed the Cries for Help // The Epoch Times, 10.02.2014
- Kilgour D. Ukraine’s Cry for Democracy, Justice, Independence // The Epoch Times, 25.02.2014
- Kilgour D. Crisis in Ukraine: A Lesson in Finnish History May Be the Key to a Peaceful Conclusion // The Epoch Times, 10.03.2014
- Kilgour D. Standing With Taipei Student Sunflower Movement // The Epoch Times, 10.04.2014
- Kilgour D. Tiananmen Square in Context // The Epoch Times, 09.06.2014
- Kilgour D. Taiwan, China, and Governance // The Epoch Times, 26.06.2014
- Kilgour D. Turmoil in Iraq // The Epoch Times, 30.06.2014
- Kilgour D. Commemorating 15 Years of Falun Gong Persecution // The Epoch Times, 20.07.2014
- Kilgour D. Can Putin Be Persuaded to Accept European Harmony? // The Epoch Times, 15.09.2014
- Kilgour D. ISIL: Savage Group Must Be Confronted With Care, to Not Do More Damage in an Unstable Region // The Epoch Times, 06.10.2014
- Kilgour D. Hong Kong: It’s a Difficult Battle, but the Students Should Get Their Say // The Epoch Times, 13.10.2014
- Kilgour D. Turkey in the Crosshairs: Kurds From Iraq, Syria, and Turkey Should Unite to Fight ISIL on the Ground // The Epoch Times, 05.11.2014
- Kilgour D. Putin Flexes His Muscles // The Epoch Times, 30.11.2014
- Kilgour D. A History of Organ Pillaging in China // The Epoch Times, 08.12.2014
- Kilgour D. Ferguson: Americans Must Learn to Respect Their Neighbors and Act as One National Family // The Epoch Times, 09.12.2014
- Kilgour D. After Paris: Effort Should Be Spent on Understanding Faith Communities, Not Hatred // The Epoch Times, 19.01.2015
- Kilgour D. Change Will Help the Chinese People // The Epoch Times, 18.02.2015
- Kilgour D. Assault of the Family Under Totalitarianism, Then and Now // The Epoch Times, 10.03.2015
- Kilgour D. Religious Persecution and the Need for Inter-Faith Understanding // The Epoch Times, 22.03.2015
- Kilgour D. ‘Free China’ Documentary Thought-Provoking // The Epoch Times, 03.04.2015
- Kilgour D. Miss World Canada Reveals Beijing’s Totalitarianism // The Epoch Times, 10.06.2015
- Kilgour D. Should the West Arm Ukraine Defensively? // The Epoch Times, 24.06.2015
- Kilgour D. Numbers of Refugees at New Highs // The Epoch Times, 08.07.2015
- Kilgour D. Wait and See on the Iran Nuclear Deal // The Epoch Times, 21.07.2015
- Kilgour D. Turkish President’s Cynical Maneuvers Weaken Fight Against ISIS // The Epoch Times, 05.08.2015
- Kilgour D. Trans-Pacific Partnership: Boost or Not for Participant Economies? // The Epoch Times, 18.08.2015
- Kilgour D. Support Kurdistan, or Accept the Horrors of ISIS? // The Epoch Times, 01.09.2015
- Kilgour D. Unprecedented Evil Persecution // The Epoch Times, 08.09.2015
- Kilgour D. US and Canada Should Offer Leadership on Syrian Refugees // The Epoch Times, 16.09.2015
- Kilgour D. Human Organ Trafficking in China Continues // The Epoch Times, 30.09.2015
- Kilgour D. Surveying the Canadian Election // The Epoch Times, 14.10.2015
- Kilgour D. Rule of Law Democracies Versus Authoritarian Kleptocracies in Europe and Asia Pacific // The Epoch Times, 03.11.2015
- Kilgour D. Reinvigorating American and Canadian Economies // The Epoch Times, 10.11.2015
- Kilgour D. Addressing Terrorism // The Epoch Times, 24.11.2015
- Kilgour D. Climate Change Requires Political Will // The Epoch Times, 08.12.2015
- Kilgour D. Vladimir Putin and Mideast Turmoil // The Epoch Times, 22.12.2015
- Kilgour D. Cold War Lessons Relevant Again in Georgia // The Epoch Times, 05.01.2016
- Kilgour D. Rivalry and Mistrust Mark Relationship of Saudi Arabia and Iran // The Epoch Times, 19.01.2016
- Kilgour D. Optimistic Trudeau Administration Brings Canada Closer to US Democrats // The Epoch Times, 07.02.2016
- Kilgour D. Clinton and Sanders Give Democrats Two Options // The Epoch Times, 16.02.2016
- Kilgour D. Hillary Clinton: ‘Smart Power’ Versus ISIS // The Epoch Times, 29.02.2016
- Kilgour D. With Obama in White House, Trudeau Visit Brings Policy Agreement // The Epoch Times, 14.03.2016
- Kilgour D. Panama Papers May Trigger Demand for Good Government // The Epoch Times, 11.04.2016
- Kilgour D. Canada’s Mistaken Arms Sale to Saudi Arabia // The Epoch Times, 25.04.2016
- Kilgour D. North Korea as Stalinist Monarchy // The Epoch Times, 09.05.2016
- Kilgour D. Raoul Wallenberg and Today // The Epoch Times, 23.05.2016
- Kilgour D. Brexit: Stay and Reform // The Epoch Times, 06.06.2016
- Kilgour D. Guns and America: Serious Solutions Needed // The Epoch Times, 20.06.2016
- Kilgour D. Britain Needs to Exit Brexit // The Epoch Times, 05.07.2016
- Kilgour D. The Rule of Law and the South China Sea // The Epoch Times, 18.07.2016

## Интервью
- David Kilgour, M.P. : interview / conducted by Tom Earle. Ottawa : Library of Parliament; [1995?]. 63 p.